# Johan van der Does
Pour les articles homonymes, voir Dousa.
Johan Van der Does, dit « de zoon » ou  Janus Dousa filius, né le 16 janvier 1571 à Noordwijk et mort le 26 décembre 1596 à La Haye, est un érudit néerlandais.

## Biographie
Fils de Johan van der Does dit « de Vader », il suivait, dès l’âge de douze ans, les leçons de Juste Lipse, de Vulcanius, etc. à l’université de Leyde. Encore enfant, il écrivait des poésies latines. À la connaissance approfondie du latin et du grec, il ajouta celle de l’hébreu, et il se rendit également savant dans le droit romain, les antiquités, les mathématiques et l’astronomie. Il publia à quinze ans quelques poésies en latin à la suite des Odæ britannicæ de son père.
Louise de Coligny, veuve de Guillaume le Taciturne, l’ayant engagé comme précepteur de son fils, le prince Frédéric-Henri, il resta deux ans auprès de lui. En 1591, il fut nommé, bibliothécaire de l’université de Leyde, poste qu’il laissa, trois ans, à Pierre Bertius. La même année, il publia à Leyde un petit volume, contenant Rerum cœleslium liber primus, etc.
En 1594, il partit pour l’Allemagne avec ses frères, Joris et Étienne. Jan Gruter parait avoir été de ce voyage. Près de s’en retourner en Hollande, il rencontra à Francfort, en 1596, le fils de Philippe Duplessis-Mornay, qui l’entraina avec lui en Pologne. Ils se quittèrent à Cracovie. Dousa s’étant embarqué à Dantzig, revint en Hollande avec un asthme qui dégénéra en consomption et l’enleva le Il décembre, n’ayant pas encore atteint sa vingt-sixième année. Joseph Juste Scaliger, qui lui a consacré un bel Epicedium, dit de ce jeune favori des muses : (Scaligerana, p. 66) « Jamais je n’ai pleuré de mort que lui, mais je l’ai pleuré à bon escient. Il mourait tout en parlant ; il ne sentait point de mal. Le pauvre Janus était si bon et si simple ! Je pleuray huit jours durant comme une vieille, lorsqu'il fut mort. » Quant à son père, qui lui avait confié, lors de son installation à La Haye comme conseiller de la cour souveraine de Hollande, en 1591, la gestion de la bibliothèque de l’université de Leyde, sa mort le laissa si inconsolable qu’il ne put prendre la moindre nourriture pendant trois jours et que tout ce qu’il a écrit par la suite, est empreint de sa profonde douleur.

## Publications
- Conjectanea et notæ sur Catulle, Tibulle et Properce, à la suite de l'édition qu'il a donnée de ces poètes, à Leyde, en 1592.
- Spicilegium in Petronii arbitri satyricon, Leyde, 1594.
- Animadversiones in Plauti Comœdias, 1596.
- Annales Hollandiæ.L’édition la mieux soignée de ses poésies latines est celle que Guillaume Rabus a donnée à Rotterdam, 1704, in-12. Il en est dans le nombre qui remontent à sa treizième année. Il y en a aussi quelques-unes en grec et en hollandais. Divers recueils offrent quelques-unes de ses lettres.

## Sources
- « Johan van der Does », dans Louis-Gabriel Michaud, Biographie universelle ancienne et moderne : histoire par ordre alphabétique de la vie publique et privée de tous les hommes avec la collaboration de plus de 300 savants et littérateurs français ou étrangers, 2e édition, 1843-1865 [détail de l’édition]
- Jean-Jacques Altmeyer, Les précurseurs de la réforme aux Pays-Bas, t. 2, W.-P. Van Stockum & fils, 1886, p. 242.